# Regime forfettario
Il regime forfettario è un particolare regime fiscale per le partite IVA individuali in vigore dal 2016, che permette di fruire di alcune semplificazioni fiscali e contabili. Dal 2016, inoltre, sostituisce il precedente regime dei minimi. 
Il regime forfettario è l'unico regime, attualmente in vigore, che permette di gestire la propria partita IVA individuale con alcune agevolazioni rispetto al regime ordinario.

## Storia
Il regime forfettario è stato introdotto dalla legge 190/2014 (Legge di Stabilità 2015), successivamente è stato riformato con la Legge 208/2015 (Legge di Stabilità 2016).
Nel 2015 il Regime forfettario prevedeva dei limiti di ricavi che andavano dai 15.000 ai 40.000 euro, a seconda delle diverse tipologie di attività, di conseguenza erano pochi i soggetti che potevano rientrare in questo particolare Regime fiscale.
Oltre ai limiti di ricavi, i contribuenti dovevano anche verificare di rispettare gli altri limiti previsti dalla Legge di Stabilità. La Legge di Stabilità del 2015, infatti, escludeva dal Regime forfettario i soggetti che:
- Avevano sostenuto spese per collaboratori o per lavoratori dipendenti superiori ai 5.000 euro lordi;

- Avevano superato i 20.000 euro di costi lordi per ammortamento di beni strumentali.

A partire dal 2016 è stato soppresso il Regime dei Minimi che venne sostituito dal Regime Forfettario. 
La Legge di Stabilità del 2016 ha incrementato le soglie di ricavi: queste sono state fissate da un minimo di 25.000 euro fino a un massimo di 50.000 euro, in base alla tipologia di attività. 
Anche le cause di esclusione dal Regime Forfettario sono state aggiornate: a quelle già previste nel 2015 si è aggiunta la preclusione dal Regime Forfettario a chi, nell’anno precedente, aveva percepito redditi di lavoro dipendente e/o assimilati di importo superiore a 30.000 euro.
Le ultime variazioni sono entrate in vigore il 1º Gennaio 2023, a seguito della Legge di Bilancio 2023.

### La nuova normativa della Legge di Bilancio 2023
È stata pubblicata in Gazzetta Ufficiale la Legge n.197 del 29 dicembre 2022 le cui disposizioni sono entrate in vigore il 1º gennaio 2023.
Per applicare il regime forfettario è richiesta la contemporanea presenza di due requisiti d’accesso da verificare rispetto all’anno precedente: 
- Da 65.000€ si passa a 85.000€, come condizione per l’accesso al regime forfettario al 15%, il limite dei ricavi conseguiti o dei compensi. Pertanto i contribuenti persone fisiche esercenti attività d'impresa, arti o professioni applicano il regime forfettario se nell'anno precedente hanno conseguito ricavi ovvero hanno percepito compensi, ragguagliati ad anno, non superiori a 65.000€.
- Viene reintrodotto il limite per il contribuente delle spese sostenute per un ammontare complessivamente non superiore a 20.000€ lordi per lavoro accessorio, per lavoratori dipendenti e per collaboratori, anche a progetto, comprese le somme erogate sotto forma di utili da partecipazione agli associati, e le spese per prestazioni di lavoro. 
Ulteriori novità (anche dalle precedenti Leggi di Bilancio):
- Lettera f) Introduzione di un regime premiale al comma 74 dell’art. 1 della Legge n.190/2014: i contribuenti che aderiscono al regime forfettario e hanno un fatturato annuo costituito esclusivamente da fatture elettroniche, vedono il termine di decadenza per la notificazione degli avvisi di accertamento (art. 43 comma 1 DPR 600/1973) ridotto di un anno, da cinque a quattro.
- Lettera g) Riformulazione del comma 75 dell’art.1 della Legge n.190/2014: per il riconoscimento della spettanza o per la determinazione di deduzioni, detrazioni o benefici di qualsiasi titolo, anche di natura non tributaria, al possesso di requisiti reddituali, si tiene comunque conto anche del reddito assoggettato al regime forfettario.
È stato inserito un ulteriore caso di esclusione dal regime forfettario con l’introduzione della lettera d-ter al comma 57 dell’art.1 della Legge n.190/2014. Pertanto i soggetti che nel periodo d'imposta precedente abbiano percepito redditi di lavoro dipendente o assimilati di importo superiore a 30.000€ non possono avvalersi del regime forfettario (la verifica di tale soglia è irrilevante se il rapporto di lavoro è cessato).
Inoltre a partire dal 1º gennaio 2020 è entrato in vigore l’obbligo dell’emissione dello scontrino telematico, un nuovo adempimento che riguarda tutti gli esercenti senza esclusione per i regimi minimi e forfettari, a cui è possibile adempiere tramite i nuovi registratori telematici, adeguando quelli in uso, oppure avvalendosi dell’invio tramite i servizi online gratuiti dell’Agenzia delle Entrate.
La flat tax, che rappresentava uno degli aspetti più interessanti della Legge di Bilancio 2019, in seguito alle modifiche ed alle novità apportate dalla Legge di Bilancio 2020 si applica ad una platea più ridotta rispetto al precedente anno.

### Introduzione dell'obbligo della Fattura Elettronica (2022)
Con la pubblicazione nella Gazzetta Ufficiale della Repubblica Italiana del D.L. 36/2022, dal 1º Luglio 2022 è scattato anche per i forfettari, insieme ai soggetti IVA in regime di vantaggio e alle associazioni sportive dilettantistiche, l’obbligo di emettere le loro fatture esclusivamente in formato elettronico. Quest’obbligo ha due importanti deroghe, che hanno un limite temporale ben definito:
- per tutto il 2022, i soggetti in regime forfettario che offrono prestazioni lavorative dichiaratamente a carattere sanitario sono esentati da quest’obbligo, e anzi hanno l’obbligo di emettere fatture in formato cartaceo.
- fino a tutto il 2023, i soggetti in regime forfettario che hanno registrato ricavi o compensi per meno di 25.000 euro lordi l’anno possono continuare ad emettere fatture cartacee.

Per i soggetti che non si adeguano a quest’obbligo sono previste sanzioni dal 5% al 10% dell’importo non fatturato elettronicamente e comunque di almeno 500 euro, se la violazione è rilevante per la determinazione del reddito. Se invece non viene considerata rilevante, la sanzione amministrativa è compresa tra 250 e 2.000 euro. Per tutto il terzo trimestre (luglio-settembre) del periodo d’imposta 2022, se si emette la fattura elettronica per l’operazione sanzionata entro il mese successivo, non si dovrà pagare la sanzione.

## Descrizione

### La disciplina del Regime Forfettario: il reddito imponibile
Il reddito imponibile, ossia il reddito sul quale verrà applicata l’aliquota per determinare l’ammontare delle tasse sul reddito, è calcolato in base ad un coefficiente di redditività che si applica su tutti i ricavi o compensi annui della persona fisica che esercita l’attività di impresa. 
Il coefficiente di redditività è una percentuale che serve per ottenere dai propri incassi il reddito al netto dei costi. Ciò viene fatto applicando una percentuale standard che varia per ogni professione, per cui in modo forfettario viene stabilita quanta parte dei guadagni totali è considerata come una spesa che viene sottratta per ricavare il reddito imponibile. Ogni attività è contraddistinte da un codice ATECO che le inserisce all’interno di classi di professioni, ognuna delle quali ha una sua percentuale corrispondente. 
Ad esempio, un intermediario del commercio ha il codice ATECO 46.1. Per ottenere il reddito imponibile, ai suoi ricavi totali non sottrarrà i costi in modo analitico ma applicherà il coefficiente standard della sua professione del 68%. Di conseguenza, il suo reddito imponibile ai fini del regime forfetario sarà il 68% dei suoi ricavi mentre il 32% saranno le spese forfettarie non tassabili.

### Imposta sostitutiva nel Regime Forfettario
Sul reddito imponibile appena descritto, il regime forfettario applica un’imposta sostitutiva. Ciò significa che ai beneficiari del regime agevolato non si applicherà la tassazione ordinaria dell’IRPEF e delle relative addizionali ma una aliquota standard del 15%.
Inoltre, è prevista una riduzione ulteriore al 5% per i primi cinque anni di attività di una start-up se ricorrono tre condizioni, come spiegato nel relativo paragrafo.

#### Imposta sostitutiva al 5%
La legge di stabilità del 2016 ha previsto che i soggetti che intraprendono una nuova attività, per esempio dando vita ad una start-up, possono godere di una aliquota ridotta al 5% per i primi cinque anni di attività (cioè nell’anno in cui la stessa è iniziata e per i quattro successivi), se ricorrono tre condizioni:
- Il beneficiario non deve aver esercitato alcuna attività artistica, professionale o d’impresa, che sia in forma associata o familiare, nei tre anni precedenti all'inizio della nuova attività[13].

La circolare dell'Agenzia delle entrate n. 17 del 30/05/2012, con riferimento al regime di vantaggio per l'imprenditoria giovanile, offre dei chiarimentiapplicabili anche al regime del 5% dato lo stesso riferimento al concetto di nuova attività. La circolare precisa che per il conteggio dei tre anni precedenti non si deve considerare il periodo di imposta, cioè l'intervallo di tempo per cui si calcolano i tributi dovuti, ma si deve considerare la data a partire dalla quale si decide di entrare nel regime del 5%. Quindi, per esempio, se la precedente attività è cessata il 12 maggio 2022 non occorre attendere che siano trascorsi almeno tre periodi di imposta completi (cioè tre interi anni, attendendo il 1º gennaio 2026), ma è possibile avviare la nuova attività applicando il regime del 5% già a luglio 2025.
La circolare dell'Agenzia delle entrate n. 1/E del 03/01/2001, chiarisce che la semplice apertura di partita IVA nei tre anni precedenti all'avvio della nuova attività non è un valido motivo per impedire l'applicazione del regime del 5% perché ciò che importa è l'effettivo esercizio di una attività artistica, professionale o di impresa, cioè contano le operazioni attive che evidenziano l'inizio della nuova attività.
- L’attività non deve essere in alcun modo la semplice prosecuzione di un’attività identica svolta precedentemente ma sotto forma di lavoro autonomo o dipendente[13]. Se questa attività è stata svolta come pratica obbligatoria per esercitare successivamente un’arte o una professione allora non si considera come prosecuzione[19].

Con la circolare n. 17 del 30/05/2012, l'Agenzia delle entrate precisa che si ha semplice prosecuzione quando la nuova attività cambia solo sotto l'spetto formale, mentre resta nella sostanza uguale (ad esempio quando l'attività è svolta nello stesso luogo o con l'utilizzo degli stessi beni). Ad esempio, non si applica il regime del 5% al falegname che avvia una propria impresa, ma si rivolge e trae i maggiori guadagni dalla stessa clientela a cui si rivolgeva quando era lavoratore subordinato.
Con la risposta all'istanza di interpello n. 161 del 2020, l'Agenzia delle entrate chiarisce che è considerata come semplice prosecuzione l'attività avviata da un pensionato che resta sostanzialmente identica alla precedente, perché ciò che importa non è la veste con la quale si svolge l'attività (ad esempio, prima come dipendente pubblico e poi, a seguito della pensione, come lavoratore autonomo) ma è l'effettiva novità della attività.
Con la risposta all'istanza di interpello n. 197 del 2022, l'Agenzia delle entrate mette in chiaro che per l'applicazione del regime del 5% l’attività esercitata deve avere carattere di novità rispetto a quella esercitata in precedenza, anche se era esercitata all’estero. Quindi l'agevolazione dell'aliquota al 5% è esclusa se c'è un trasferimento di residenza da un paese estero all'Italia, però l'attività mantiene le stesse caratteristiche, perché manca il carattere innovativo. È comunque possibile l'applicazione dell'aliquota al 15% se sono rispettati i requisiti di acceso al regime forfetario.
- Se si prosegue una attività che prima era svolta da un altro soggetto, l’ammontare di ricavi e compensi realizzati prima del riconoscimento del beneficio non deve essere superiore al limite previsto dalla legge di bilancio del 2023, cioè 85.000€[13].

### Contribuzione agevolata
Il reddito imponibile determinato dal regime forfettario viene anche utilizzato come base imponibile per i contributi all’INPS e lo stesso regime prevede una ulteriore agevolazione per quanto riguarda quest’ultimo contributo.
Coloro che esercitano attività di impresa e sono iscritti alla gestione Artigiani e Commercianti possono richiedere una riduzione del 35% del contributo tramite dichiarazione telematica all’INPS entro il 28 febbraio per l’anno di imposta successivo.

### Soggetti esclusi
Non possono aderire al regime forfettario i seguenti soggetti:
1. I contribuenti che si avvalgono di regimi speciali ai fini dell’IVA oppure di regimi forfettari di determinazione del reddito
2. I soggetti non residenti in Italia (tranne se residenti in Stati membri dell’UE oppure in uno stato membro dell’Accordo sullo Spazio Economico Europeo, il quale assicuri un adeguato scambio di informazioni, e che producono almeno il 75% del loro reddito in Italia.)
3. Coloro che effettuano in maniera esclusiva o prevalente operazioni di cessione di fabbricati, porzioni, terreni edificabili o mezzi di trasporto nuovi.
4. Coloro che esercitano attività di impresa e che partecipano contemporaneamente a società di persone, associazioni professionali o imprese familiari, oppure coloro che controllano, direttamente o indirettamente, società a responsabilità limitata o associazioni di partecipazione, che esercitano attività economiche direttamente o indirettamente riconducibili a quelle svolta nell’attività di impresa
5. I soggetti che esercitano attività prevalentemente nei confronti del datore di lavoro, con il quale sono in corso o erano intercorsi precedentemente rapporti di lavoro nei 2 anni precedenti
6. I soggetti che nell'anno precedente hanno percepito redditi da lavoro dipendente superiori a 30.000 €

Il regime forfettario cessa di avere applicazione a partire dall’anno seguente a quello in cui si verifica una delle precedenti cause di esclusione. Tuttavia, se nell'anno di imposta il reddito percepito dal contribuente supera la soglia di 100.000 €, l'applicazione del regime forfettario termina già nell'anno corrente. Di conseguenza, sarà applicato il regime ordinario per l'imposta sui redditi (Irpef), con conseguente imposta sul valore aggiunto (IVA) per le operazioni che superano la soglia.
Ai sensi della Circolare n.9 del 2019 dell’Agenzia delle Entrate, per quanto riguarda il n.4 del precedente elenco, affinché la causa ostativa non operi, il contribuente è tenuto a cedere le eventuali quote sociali possedute entro la fine dell’anno precedente a quello in cui il regime dovrebbe applicarsi. 
La regola menzionata subisce una deroga per le società a responsabilità limitata (srl). Per quest’ultime, infatti, l’Agenzia delle Entrate ha previsto che l’applicabilità del regime forfettario dipenda dalla riconducibilità dell’attività economica svolta dal contribuente all'attività sociale. Perciò, se nell’anno di applicazione del regime si riscontra una riconducibilità, diretta o indiretta, tra l’attività della srl e l’attività economica del soggetto, a partire dall'anno successivo si verifica l'uscita dal regime forfettario.

### Obblighi
I soggetti che si avvalgono del regime forfettario sono soggetti all’obbligo di conservazione delle fatture d’acquisto, con conseguente numerazione, e delle bollette doganali. Inoltre, sono tenuti a certificarne i corrispettivi e a conservarne i relativi documenti.
In aggiunta, il legislatore nel 2022, con la legge n. 79 del 2022, ha introdotto l’obbligo di fatturazione elettronica. L’obbligo si applica, a partire dal primo luglio 2022, ai contribuenti che nell’anno precedente abbiano conseguito dei ricavi o compensi superiori a 25.000€.  Successivamente, dal 1º gennaio 2024, l’obbligo si estende a tutti i soggetti contribuenti restanti..

### Esenzioni
Fermo restando i già menzionati obblighi, i contribuenti in regime forfettario beneficiano di diverse esenzioni rispetto agli obblighi previsti nel regime ordinario. Innanzitutto, i contribuenti forfettari rimangono esonerati dalla tenuta e registrazione delle scritture contabili. Inoltre, il contribuente non riveste la qualifica di sostituto di imposta e i ricavi o compensi percepiti non sono assoggettati a ritenuta d’acconto.
I soggetti in regime forfettario sono esonerati dal versamento dell’IVA, ad eccezione dei casi indicati al comma 60 dell’art. 1 della legge 190 del 2014.

### Tabella dei coefficienti di redditività con rispettivi codici ATECO
Di seguito viene riportata la tabella dei coefficienti di redditività distinti per codice ATECO, aggiornata al 2023
| Settore di attività                                                                                          | Valore soglia ricavi | Coeff. di redditività | Codici attività ATECO |
| --- | -------------------- | --------------------- | --- |
| Industrie alimentari e delle bevande                                                                         | € 85.000,00          | 40%                   | 10-11 |
| Commercio all’ingrosso e al dettaglio                                                                        | € 85.000,00          | 40%                   | 45- (da 46,2 a 46,9)- - (da 47.1 a 47.7) - 47.9 |
| Commercio ambulante di alimentari e bevande                                                                  | € 85.000,00          | 40%                   | 47.81 |
| Commercio ambulante di altri prodotti                                                                        | € 85.000,00          | 54%                   | 47,82-47,89 |
| Costruzioni e attività immobiliari                                                                           | € 85.000,00          | 86%                   | (41-42-43) - (68) |
| Intermediari del commercio                                                                                   | € 85.000,00          | 62%                   | 46.1 |
| Attività dei servizi di alloggio e ristorazione                                                              | € 85.000,00          | 40%                   | (55 - 56) |
| Attività professionali, scientifiche, tecniche, sanitarie, di istruzione, servizi finanziari ed assicurativi | € 85.000,00          | 78%                   | (64-65-66)-(69-70-71-72-73-74-75)-(85)-(86- 87-88) |
| Altre attività economiche                                                                                    | € 85.000,00          | 67%                   | (01-02-03)-(05-06-07-08-09)-(12-13-14-15- 16-17-18-19-20-21-22- 23-24-25-26-27-28- 29-30-31-32-33)-(35)-(36-37-38-39)-(49-50- 51-52-53)-(58-59-60-61-62-63)-(77-78-79- 80-81-82)-(84)-(90-91- 92-93)-(94-95-96)- (97-98)-(99) |

## La flat tax incrementale
La legge 29 dicembre 2022, n. 197, legge di bilancio 2023, all’articolo 1, commi da 55 a 57, ha introdotto la cosiddetta flat tax incrementale, ossia un regime agevolativo opzionale.
Il regime può essere utilizzato, quindi non è obbligatorio, dalle persone fisiche che sono titolari di reddito d’impresa e/o di lavoro autonomo ma non hanno aderito al regime forfetario e quindi hanno i redditi sottoposti agli ordinari scaglioni Irpef. 
Se questi hanno incassato nel 2023 un reddito più alto rispetto a quello più elevato del triennio precedente, la norma permette loro di applicare un’imposta sostitutiva del 15% sull’incremento di reddito al posto di Irpef e delle addizionali. Questo aumento di reddito che costituisce la base imponibile è pari quindi alla differenza tra il reddito determinato nel 2023 e il reddito più elevato degli anni dal 2020 al 2022. La base imponibile dell’aliquota agevolata viene decurtata però una franchigia del 5% che sarà sottoposta all’aliquota ordinaria insieme alla parte di reddito che non costituisce l’incremento. 
Questo aumento di reddito per ottenere la sostituzione d'imposta non deve essere superiore a 40.000 euro. Se si supera la soglia, l’ammontare di reddito che supera il limite rimarrà sottoposto alla tassazione ordinaria Irpef. 
L’aliquota del 15% è applicabile soltanto al periodo d’imposta del 2023, mentre nel triennio 2020-2022 verranno applicate le aliquote Irpef ordinarie. 
Ad esempio, il contribuente X, che fa attività di impresa ma non si avvale del regime forfetario, nel triennio 2020-2022 ha incassato rispettivamente 60.000€, 80.000€, 70.000€, mentre nel 2023 le sue entrate ammontano a 100.000€. Di conseguenza, egli decide di avvalersi delle agevolazioni date dalla flat tax incrementale. Il reddito imponibile si calcola quindi in questo modo: si computa la differenza fra il reddito del 2023, 100.000€, e il reddito più elevato del triennio precedente, cioè 80.000€, che è pari a 20.000€. Da questa cifra, però, bisogna sottrarre la franchigia del reddito più alto del triennio, ossia il 5% di 80.000€ che equivale a 4.000€. In sostanza, per l'anno di imposta 2023, al reddito incrementale imponibile di 16.000€ si applicherà l’aliquota agevolata del 15% mentre al resto del reddito del 2023, la differenza tra 100.000€ e 16.000€ cioè 84.000€, si applica il regime ordinario Irpef.

## Analisi

### Vantaggi
Secondo i sostenitori del regime forfetario, i vantaggi offerti dallo stesso sono molteplici e riguardano diversi aspetti e possono riguardare sia lo Stato che il singolo contribuente. Il primo vantaggio risiede nell’allargamento della platea di contribuenti che possono accedere al suddetto regime, questo si pensa favorirà di riflesso l’allargamento della base imponibile. L’idea alla base di questa convinzione è che un minor peso fiscale può favorire l’emersione di quei redditi altrimenti nascosti e allo stesso tempo favorire un incremento della produzione dei redditi da parte dei contribuenti. Ulteriori vantaggi derivano dalla semplificazione degli adempimenti fiscali, infatti i soggetti che rientrano nel regime forfettario sono esonerati da alcune formalità complesse come la dichiarazione IVA e la tenuta dei registri contabili completi.

### Criticità
Al contrario gli oppositori dell’introduzione del regime forfettario criticano fermamente la recente riforma. Una delle criticità lamentate riguarda il problema dell’effetto distorsivo della concorrenza dovuto al mancato addebito dell’IVA al consumatore finale; altrettanto importante poi è la questione della disparità di trattamento derivante dalla revisione di un unico limite di ricavi. Tuttavia, il punto più critico riguarda il cosiddetto “effetto soglia” - qualora il contribuente aumenti i propri ricavi oltre la soglia del regime forfettario scatta la fuoriuscita dal regime stesso - che potrebbe scoraggiare la produzione di maggiori compensi o ricavi ponendosi in aperto conflitto con l’obiettivo primario del legislatore di far emergere maggiori imponibili; al contrario la riforma potrebbe favorire un incremento dei fenomeni evasivi da parte di quei contribuenti che essendo in prossimità della soglia rischierebbero la fuoriuscita dal regime forfetario.

### Rapporto con principi di costituzionali
Nonostante non vi siano state ancora pronunce della Corte Costituzionale in materia, la dottrina si è già a lungo interrogata a proposito della conformità del nuovo regime forfettario rispetto ai principi costituzionali di uguaglianza (art. 3 Cost.), progressività e capacità contributiva (art. 53 Cost.). In particolare sembrano rilevabili problemi di costituzionalità in relazione all’art. 3 Cost., dal momento che situazioni uguali vengono trattate in maniera diversa e viceversa situazioni anche molto diverse tra di loro vengono trattate allo stesso modo. Pensiamo al fatto che se rientranti nel regime forfettario, due lavoratori autonomi, uno con un reddito di 500 euro annui e l’altro con un reddito di 50.000 euro annui saranno soggetti alla stessa aliquota; al contrario due lavoratori autonomi con il medesimo reddito, di cui uno soggetto a regime forfettario e l’altro soggetto a regime ordinario, sconteranno una diversa incidenza impositiva. Per quanto riguarda invece l’art. 53 Cost., il concetto di progressività non è necessariamente antitetico all’introduzione di una flat tax, si può infatti operare sulla graduazione delle detrazioni e deduzioni (azzerandole oltre una determinata soglia) anziché intervenire direttamente sulle aliquote, e ottenere i medesimi risultati di progressività. Occorre specificare poi che è il sistema tributario nel suo complesso ad essere informato ai criteri di progressività, e non le singole imposte, inoltre nel testo costituzionale non è stabilito né un livello minimo di progressività né che questo debba restare costante nel tempo.